# Września (stacja kolejowa)
Września – stacja kolejowa we Wrześni, w województwie wielkopolskim, w Polsce. Według klasyfikacji PKP ma kategorię dworca regionalnego.

## Historia
Stacja kolejowa we Wrześni została otwarta 30 czerwca 1875 r. Węzeł kolejowy w mieście był przed II wojną światową oraz po jej zakończeniu punktem o charakterze strategicznym. Świadczyć o tym może to, że 5 września 1939 hitlerowskie lotnictwo zbombardowało dworzec kolejowy i torowisko, na którym krzyżowały się linie zachód–wschód (Poznań–Warszawa) oraz północ–południe (Gdynia–Katowice). Po wojnie dworzec i torowisko odbudowano.
W latach 60. XX wieku budynek z czerwonej cegły został otynkowany i przemalowany na kolor beżowy. Dokonano również gruntownego remontu wnętrza budynku. Ostatni remont elewacji został wykonany w grudniu 2008.
W listopadzie 2011 zlikwidowano większość pociągów na linii Jarocin – Września – Gniezno, zostawiając tylko jedną parę. W wakacje 2012 po raz pierwszy w historii zawieszono ruch na tym odcinku linii kolejowej nr 281. We wrześniu przywrócono jedną parę, jednak wraz z nowym rozkładem jazdy z 9 grudnia 2012 Przewozy Regionalne całkowicie zawiesiły ruch pociągów, likwidując połączenie. Ruch pasażerski na tej linii został wznowiony w 2018.
Pierwotnie przez stację przebiegała linia kolejowa Warszawa Zachodnia – Poznań Główny – Kunowice. Obecnie linia kolejowa nr 3 mająca charakter tranzytowy znajduje się w odległości ok. 1,5 km na północ od stacji. Połączenia z nią zapewniają łącznice kolejowe nr 807 i 808.
Na przełomie 2015 i 2016 PKP PLK wyremontowała zabytkowe wiaty nad peronami oraz wymieniła tablice informacyjne oraz obiekty małej architektury.

## Połączenia
Na stacji zatrzymują się wszystkie pociągi osobowe Kolei Wielkopolskich (KW) oraz pociągi TLK i IC PKP Intercity.
Bezpośrednie połączenia według rozkładu jazdy 2015/2016: Poznań (KW, TLK); Kłodawa (KW); Konin (KW, TLK); Kutno (KW, TLK); Warszawa (TLK); Szczecin (TLK); Zielona Góra (TLK); Kraków (TLK); Łódź (TLK); Bydgoszcz (TLK); Lublin (TLK) i Przemyśl (TLK).

## Ruch pasażerski
| Rok  | Wymiana roczna | Wymiana pasażerska na dobę | miejsce w Polsce |
| ---- | -------------- | -------------------------- | ---------------- |
| 2017 | 584 000        | 1 600                      |                  |
| 2018 | 694 000        | 1 900                      |                  |
| 2019 | 767 000        | 2 100                      |                  |
| 2020 | 549 000        | 1 500                      |                  |
| 2021 | 584 000        | 1 500                      |                  |
| 2022 |                | 2 500                      |                  |

## Galeria

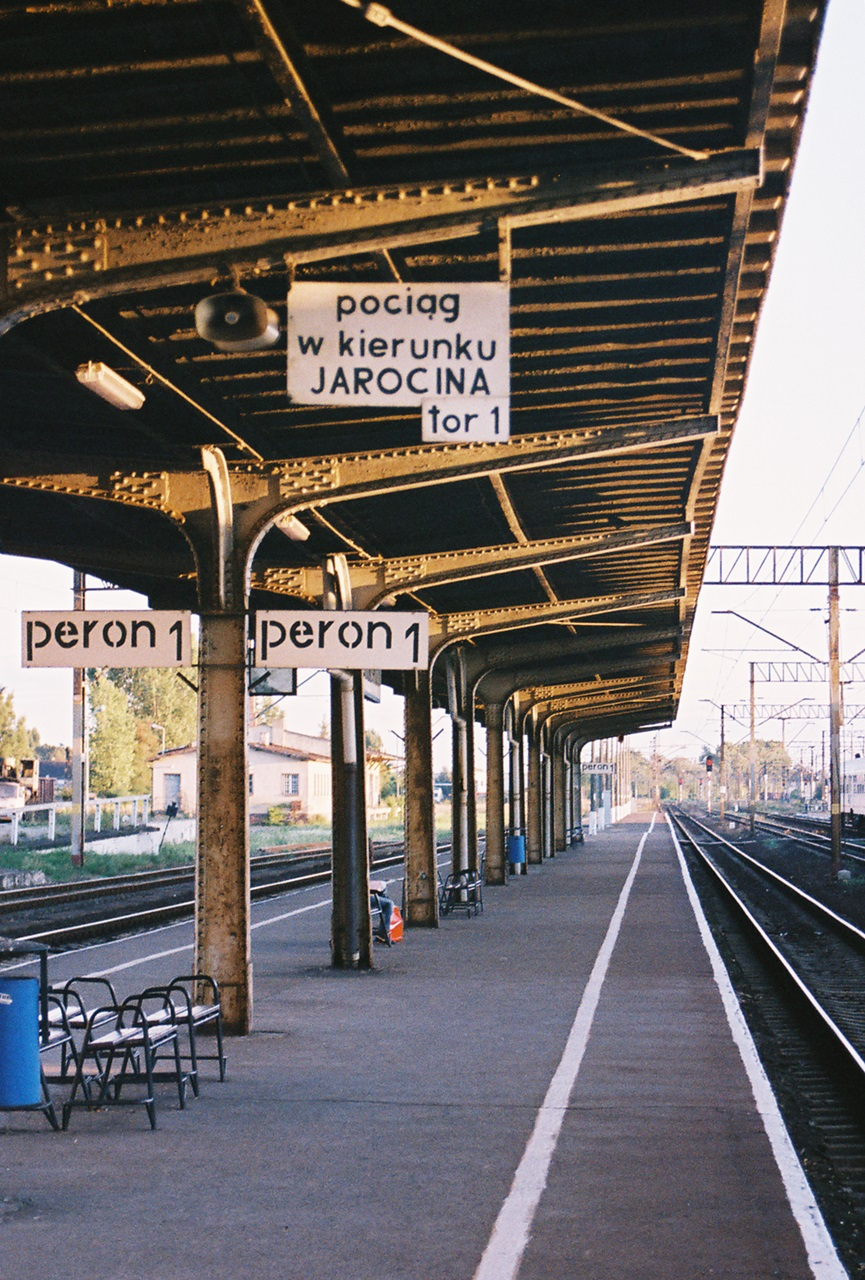
Peron 1
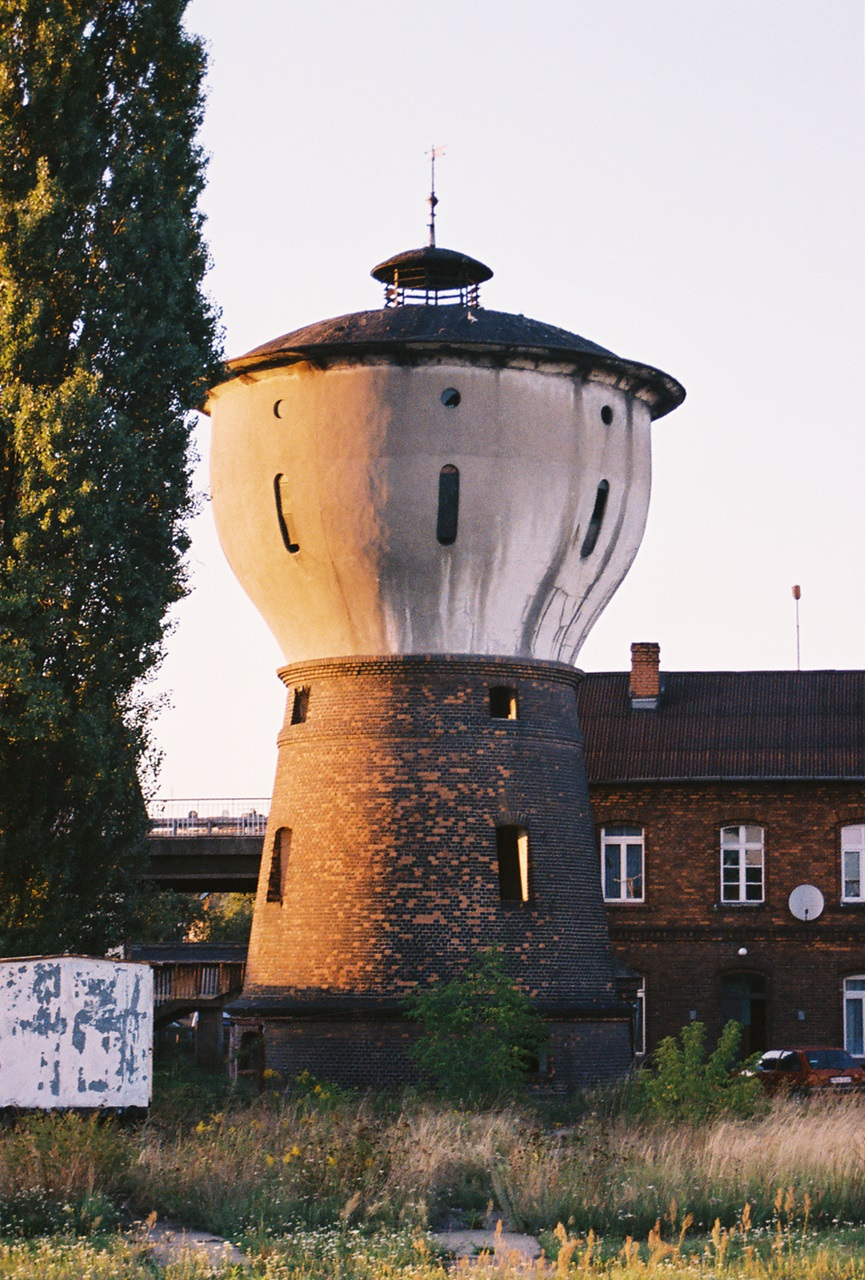
Nieczynna wieża ciśnień
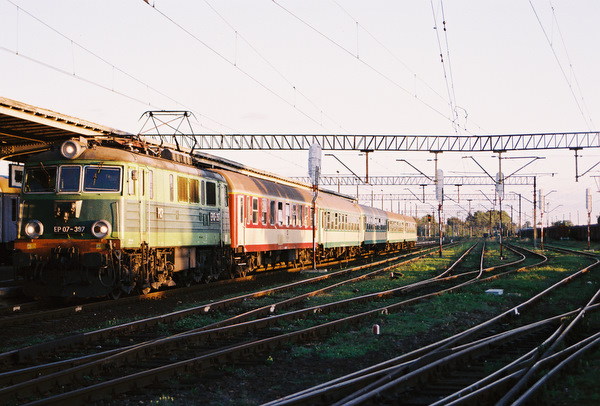
EP07-397 z pociągiem osobowym